# 레벨 16
《레벨 16》(영어: Level 16)은 2018년 베를린 국제 영화제에 상영한 캐나다의 영화이다.

## 캐스팅

### 주연
- 케이티 더글라스 : 비비안 역
- 셀리나 마틴 : 소피아 역

### 조연
- 사라 캐닝 : 미스 브릭실 역
- 키아나 마데이라 : 클라라 역
- 피터 아우터브릿지 : 닥터 미로 역
- 알렉시스 웰란 : 에이바 역
- 아말리아 윌리엄슨 : 리타 역
- 케이트 빅커리 : 헤디 역
- 알렉사 로즈 스틸 : 오드리 역
- 시드니 마이어 : 그레이스 역
- 조엘 패로우 : 베로니카 역
- 사라 다실바 : 어린 비비안 역
- 로리 펀 : 어린 소피아 역
- 블라디미르 치글리안 : 알렉스 역
- 발 오브차로프 : 이반 역
- 제임스 퍼셀 : 데니슨 역
- 쉴라 맥카시 : 데니슨 부인 역
- 케일리 시카나이 : 그레타 역
- 야스민 라우 : 메이 역
- 샤니스 존슨 : 나탈리 역

## 기타
- 수입사 :  제이브로

## 수상
- 2018년 제37회 벤쿠버국제영화제 알터드 스테이츠
- 2019년 제37회 브리쉘 판타스틱 영화제 비경쟁